# Adolphe Gierkens
Adolphe Joseph Gierkens (Verviers, 9 april 1855 - aldaar, 7 juli 1904) was een Belgisch volksvertegenwoordiger.

## Levensloop
Gierkens werkte reeds vanaf zijn achtste als arbeider in een weverij en werd later herbergier.
Eind 1881 lag hij in Verviers mee aan de basis van de socialistische kring En Avant. In oktober 1884 was hij voor deze kring kandidaat bij de gemeenteraadsverkiezingen in de stad, maar hij werd niet gekozen. In 1886 vertegenwoordigde hij de arbeiders in het bureau van de parlementaire onderzoekscommissie belast met het onderzoeken van de arbeidsomstandigheden in de industrie, toen die zitting had in Verviers. Ook was hij gedelegeerde van de Federatie voor Hulpkassen. 
In 1890 was Gierkens kandidaat bij de provincieraadsverkiezingen in Luik en in oktober 1894 werd hij voor de Belgische Werkliedenpartij verkozen tot lid van de Kamer van volksvertegenwoordigers voor het arrondissement Verviers. Hiermee was hij een van de eerste socialistische verkozenen, nadat het algemeen stemrecht voor mannen was ingevoerd. Bij de verkiezingen van 1898 raakte hij niet herkozen als volksvertegenwoordiger. Bij de verkiezingen van 1900, 1902 en 1904 stelde hij zich opnieuw kandidaat voor een Kamerzetel, maar hij werd niet meer verkozen. 
Vanaf 1899 was Gierkens medewerker van het blad La Voix du Peuple en in oktober dat jaar werd hij eveneens verkozen tot gemeenteraadslid van Verviers, een functie die hij  bekleedde tot aan zijn overlijden in juli 1904. Hij werd bijgezet op de gemeentelijke begraafplaats van Verviers, waar een jaar na zijn overlijden een monument ter ere van hem werd opgetrokken.